# Дом № 19 по Старой Басманной
Дом № 19 по Старой Басманной — здание-достопримечательность в Москве, главный дом городской усадьбы. Адрес: Центральный административный округ, Старая Басманная улица, дом 19, строение 1, Басманный район.

## История
Усадьба была построена в XVIII веке.
В 1850-х года хозяин — купчиха Наталья Григорьевна Лоушкина.
С 1863 года здание приобрёл временный московский купец, прусский подданный Карл Юстус Гекман. В 1870 году на территории построены корпуса для завода «К. Гекман». В это время здание перестроено. В 1881 году завод закрыт по причине размещения пожароопасного производства в тесной жилой застройке.
Новым хозяином стал Юлий Александрович фон Гук, владелец торгового дома «Юлий Гук и К». Торговый дом специализировался на поставках строительных материалов и металлоизделий. Эта организация возвела в Москве первые здания из железобетона: Верхние торговые ряды, Центральные Хлудовские бани, Музей изящных искусств на Волхонке. В 1893 году во владении появились дополнительные служебные корпуса, в которых располагались склады и механические мастерские. В 1893 году на участке размещены склады и мастерские, из которых хранили шерсть, арендованную Торговым домом «А. Колли».
В XIX веке Гук продал дом Тимофею Агафоновичу Кудрявцеву, купцу первой гильдии. Здесь размещалась женская гимназия Е. Б. Гронковской до 1917 года. В ней преподавала старшая сестра Марины Цветаевой Валерия. В 1908 году усадьба перешла по наследству сыну купца, потомственному почётному гражданину Москвы, гласному Московской городской думы, выборному Московского купеческого общества Фёдору Тимофеевичу. Он владел ею до октября 1917 года.
В доме проживал архитектор Н. Я. Колли.
На данный момент, 2020 год, в доме располагается ГУП «Главный информационно-вычислительный центр МК РФ».

## Архитектура
Архитектор перестройки в 1870-е года фон Ниссен.
Справа от дома размещается флигель с 2 этажами с эркером посредине (дом 19 строение 16). Изображён с женскими головами и львиными масками на стенах. Архитектор П. К. Микини, гражданский инженер.